# Electron
Electron és un gènere d'ocells de la família dels momòtids (Momotidae).

## Descripció
Habiten boscos tropicals perennes humits. Es localitzen a Amèrica Central, i el motmot becample també habita una gran regió d'Amèrica del Sud.
Es distingeixen d'altres motmots pel bec que és molt més ample. Les “raquetes” de la cua són menys espectaculars que les de moltes altres espècies de motmot i fins i tot poden no tenir-ne. Les espècies són molt similars excepte en el plomatge adult (però el motmot de bec carenat adult s'assembla a un jove becample). Pel que sembla, fa anys es va observar una parella mixta fent festeig (Howell i Webb 1995).
El nom Electron és una llatinització de la paraula grega antiga per a «ambre», i pot significar "brillant" en noms científics (Jaeger 1978). El nom va ser donat 46 anys abans que a una partícula elemental fos anomenada electró.

## Taxonomia
Segons la Classificació del Congrés Ornitològic Internacional (versió 14.2, 2024 aquest gènere està format per dues espècies:
- motmot de bec carenat (Electron carinatum).
- motmot becample (Electron platyrhynchum).